# Michel Thew Adjié
Œuvres principales
- Chants et pleurs avant l'aurore

Michel Thew Adjié, de son vrai nom Michel Bonny Aka, est un dramaturge, poète, conteur, romancier, nouvelliste et enseignant ivoirien, né le 23 novembre 1924 à Jacqueville. Il incarne, avec Bernard Dadié, Aké Loba, Anoma Kanié ou encore Bertin Doutéo, la première génération d'écrivains ivoiriens publiés en français, dès la parution de son recueil de poèmes Chants et pleurs avant l'aurore en 1951. 
Opposé à la ségrégation raciale et à la colonisation, Thew Adjié revendiquait l'influence du marxisme sur son écriture et sa pensée personnelle, que dominaient les figures de Gandhi et Jésus de Nazareth. Son œuvre accorde une place importante aux mythes et légendes d'Afrique noire, notamment celui de Mami Wata ; elle traite aussi de thèmes comme le polythéisme, la sorcellerie, le culte des ancêtres, l'héritage, l'enfance, ou encore la mort ; sa pièce Kadjoum, jouée pour la première fois en 1954, évoque l'idée de réincarnation.
Proche des milieux marxistes et nationalistes éburnéens, Michel Thew Adjié est incarcéré à Yamoussoukro dans l'affaire des complots contre la sûreté de l'État de 1963 ; condamné à cinq ans de travaux forcés, il est toutefois libéré en 1966. Il continue d'écrire pour le théâtre, parallèlement à ses activités d'enseignant, avant de tomber progressivement dans l'oubli, laissant inédite ou inachevée une part considérable de sa production littéraire.

## Biographie

### Jeunesse et études
Issu de l'ethnie alladian, Michel Bonny Aka est le fils d'un petit traitant en graines de palmes. Il fréquente l'école primaire du village jusqu'au cours moyen première année. En 1935, il obtient une bourse d'études et rejoint l'école régionale d'Abidjan, où il passe son certificat d'études primaires et élémentaires en 1937. Il réussit également le concours d'entrée à l'École Primaire Supérieure de Bingerville. Il préfère toutefois intégrer le séminaire de cette ville, dont il sera un élève entre mars 1939 et décembre 1944, jusqu'en classe de première.
En 1944, Thew Adjié se rend chez des cousins planteurs, installés à Daloa, dans l'ouest ; là, il intègre la section locale du Syndicat des Planteurs et Éleveurs Africains, en tant que secrétaire, alors que la trésorerie du syndicat échoit à son oncle. En 1946, son oncle finance son voyage pour le Sénégal, plus précisément à Saint-Louis, où il s'inscrit au Lycée Faidherbe. C'est à cette période que naît sa fascination pour Gandhi, dont Adjié affirmera qu'« il l'a aidé à comprendre la vie ». En janvier 1948, l'assassinat du Premier Ministre de l'Inde fraîchement indépendante marquera durablement le jeune homme, qui commémorera sa mort trois ans plus tard en lui consacrant un poème. Adjié échoue une première fois au baccalauréat ; il prend alors la direction de Marseille, puis s'installe à Aix-en-Provence. Lors de l'été 1948, il se découvre un intérêt pour la langue grecque, qu'il étudie pendant les vacances. En septembre de cette même année, Adjié passe et réussit la première partie de son baccalauréat littéraire, affirmant que « le grec ne l'avait pas trahi ». Il compose alors un premier drame, Les Dieux de Guinée veulent du sang.

### Carrière
Admis en terminale littéraire au lycée Mignet d'Aix-en-Provence, où il choisit le latin et la philosophie en options, Adjié tombe malade et est hospitalisé à Grasse pendant trois mois. En 1950, il obtient la seconde partie du baccalauréat et s'inscrit en propédeutique lettres, avant que ses problèmes de santé ne le contraignent une nouvelle fois à interrompre ses études. 1950 est également l'année où culmine la répression de l'administration coloniale contre le Rassemblement Démocratique Africain en Côte d'Ivoire ; le massacre de Dimbokro et l'assassinat du sénateur Victor Biaka Boda chagrinent profondément une jeunesse africaine acquise aux idéaux nationalistes et indépendantistes. L'étudiant de Jacqueville, informé de la brûlante actualité politique de son pays, s'essaie à la poésie lors de sa convalescence, et fait éditer, l'année suivante, une plaquette aux éditions de La Victoire, à Nice ; il l'intitule Chants et pleurs avant l'aurore. Il expliquera, plus de vingt ans après, interrogé par Richard Bonneau pour la revue Éburnéa, avoir opté pour son pseudonyme en hommage à l'un de ses ancêtres ainsi nommé, mais également pour éviter les représailles de l'administration coloniale, farouchement anticommuniste.
Il fait circuler cinq cent exemplaires du recueil à compte d'auteur grâce à l'appui financier d'un cercle d'amis. Entre-temps, Adjié se rend à Paris et se rapproche de l'équipe de Présence africaine, qui fait paraître plusieurs de ses poèmes, avant de retourner en Côte d'Ivoire en 1952, « où son recueil est bien accueilli ».
Les poèmes d'Adjié atteignent bientôt l'Afrique du Nord, où Ferhat Abbas les reproduit dans République Algérienne ; une démarche qu'imite Sylvère Alcandre dans Émancipation des Peuples coloniaux. Mais le natif de Jacqueville délaisse vite la poésie, et, à la demande du directeur de la troupe théâtrale Arc-en-ciel, composera plusieurs pièces dès 1952, notamment Kadjoum et Le Chemin de fer souterrain. D'autres pièces suivront, dont Le Rat de l'héritier, Monsieur Magloire et Bâgnon. Il semble, en outre, qu'Adjié préparait un roman (peut-être autobiographique) au début des années 1950 : Fissoro Agenor, histoire d'un enfant noir, ainsi qu'un recueil de nouvelles, Mambo. Ces textes, quelquefois joués, à l'instar de Kadjoum, demeurent tous inédits. D'abord dramaturge, Adjié devient ensuite metteur en scène et monte un spectacle en 1954, Massyla, qui rassemble plusieurs textes tirés de l'Anthologie de Blaise Cendrars.
L'œuvre d'Adjié, marquée par un anticolonialisme à saveur marxiste, voire communiste, le fait rapidement remarquer des milieux intellectuels progressistes ivoiriens et africains. Conférencier, Thew Adjié intervient plusieurs fois sur des thèmes liés à l'identité et à la défense des civilisations africaines, lors d'événements organisés à Nice par le Club des Jeunes Poètes, ou à Aix, à la salle de la Mairie, en 1952. Plusieurs de ses conférences auraient été reproduites dans la revue L'Étudiant de Côte d'Ivoire, dont il était le responsable à la presse. En 1953, Adjié devient secrétaire général de l'Union de la Jeunesse de Côte d'Ivoire, avant d'enseigner au Lycée classique d'Abidjan jusqu'en 1958. Il tient brièvement une petite librairie à Treichville, la Librairie de la Bourse du Travail, qu'il abandonne en 1959. Adjié enseigne à nouveau, mais cette fois-ci, les sciences naturelles, au Collège du Plateau, entre 1960 et 1963, avant de prendre la route du bagne politique de Yamoussoukro, où il reste jusqu'en 1967.
Une fois libéré, Thew Adjié s'inscrit à l'École Normale Supérieure d'Abidjan, puis se spécialise dans la programmation pédagogique à l'issue de sa formation. La vie d'Adjié reste mal connue après 1974, l'écrivain s'étant fait oublier en même temps que son œuvre, peu lue ou commentée aujourd'hui. La date exacte de son décès n'a pas été rendue publique par sa famille.

## Œuvre
L'œuvre connue de Michel Thew Adjié est composée d'un recueil de poèmes, de six pièces de théâtre, d'un roman et d'un recueil de nouvelles. Largement inédite, peu diffusée après les indépendances, elle présente toutefois un relatif intérêt pour des chercheurs tels que Bruno G. Oupoh, qui lui consacre quelques pages dans son histoire de la littérature ivoirienne éditée par Karthala en 2000. Outre ses diverses œuvres de fiction, l'existence d'un fonds de recherche documentaire portant sur les coutumes de son ethnie, les Alladian, est évoquée en 1984 par la chercheuse Henriette Dagri.

### Poésie
- Chants et pleurs avant l'aurore, Nice, éditions de La Victoire, coll. « Les Poètes Témoins », 1951.

### Théâtre
- Les Dieux de Guinée veulent du sang, 1948 — inédit.
- Le Chemin de fer souterrain, 1953 — inédit.
- Kadjoum, 1954 — inédit.
- Le Rat de l'Héritier — inédit.
- Monsieur Magloire — inédit.
- Bâgnon — inédit.

### Romans et récits
- Fissoro Agenor, histoire d'un enfant noir — inédit.
- Mambo, nouvelles africaines — inédit.